# Let Aviakompanija Tatarstan 363
Let Aviakompanija Tatarstan 363 byl let stroje Boeing 737-500 letecké společnosti Aviakompanija Tatarstan na lince společnosti Ak Bars Aero z mezinárodního letiště Domodědovo v Moskvě do Kazaně v Rusku. Při přistání v Kazani se letadlo zřítilo, zahynulo všech 44 pasažérů a 6 členů posádky. Na palubě byl i syn tatarského prezidenta Rustama Minnichanova.
Při přistávacím manévru, při konečném přiblížení, přibližně 1 000 - 500 m před prahem přistávací dráhy RWY 29, ohlásila posádka řídící věži, že přerušuje přistání a přechází na druhý kruh (Go-around), neboť není v předepsané poloze pro přistání. Vlivem špatně provedeného postupu ILS přiblížení totiž nedošlo vlivem nadměrné výšky letu k zachycení signálu sestupové roviny pro řízení autopilota.
Posádka převedla motory na vzletový výkon a letoun začal nabírat výšku. Následovalo standardní snížení úhlu vysunutí vztlakových klapek a zatažení podvozku. Velkým momentem od motorů, umístěných pod křídlem, došlo přílišnému zvednutí nosu letadla, strmému náboru výšky a následné ztrátě rychlosti až na 125 KIAS. Když to posádka na výšce cca 700 m zjistila, přerušila stoupání a zahájila klesání na předepsanou výšku pro manévr – na kazaňském letišti je to 500 m. Letoun znovu nabíral rychlost a úhel náběhu se pohyboval v dovolené oblasti. Z dosud ne zcela jasné příčiny, přes varování systému EGPWS, však pokračovalo klesání pořád dál, letadlo se stále víc stáčelo nosem dolů a jeho rychlost dále narůstala. Nakonec narazilo do země téměř kolmo (cca 75°), v rychlosti přes 450 km/h, přičemž došlo k okamžité explozi paliva. Nehoda se stala za tmy, metrologické podmínky byly v normě.
Možnou příčinou je například ztráta prostorové orientace pilota, který tlačil řídící páku od sebe i po vyvedení letounu z nadměrného stoupání. Na nehodě se mohly rovněž nějakým způsobem podílet i technické příčiny, což by mohla naznačovat skutečnost, že Rosavijacia nařídila kontroly stavu ovládání výškovek u všech v Rusku provozovaných letounů stejného typu.